# 조지아 고속도로 S12호선
조지아 고속도로 S12호선(조지아어: საერთაშორისო 12, S12 highway)은 조지아의 삼트레디아에서 출발, 런치쿠티를 거쳐 그리고레티까지 이어주는 총 연장 57km의 거리를 가진 조지아의 고속도로이다. 그러나 이 고속도로는 유럽 고속도로 692호선()의 일부로 이루어져 있다. 또한 주요 경유지를 살펴보면, 쿠타이시와 바투미 그리고 포티 등이 있다.